# Yuji Kamimura
Yuji Kamimura (上村 祐司 Kamimura Yuji?, nacido el 16 de marzo de 1976 en Gunma) es un exfutbolista japonés. Jugaba de defensa y su único club fue el Omiya Ardija de Japón.

## Trayectoria

### Clubes
| Club         | País  | Año         |
| ------------ | ----- | ----------- |
| Omiya Ardija | Japón | 1998 - 2002 |